# Asteropeiaceae
Asteropeiaceae је назив фамилије скривеносеменица из реда Caryophyllales. Обухвата један мадагаскарски род (Asteropeia). Сродна је, такође мадагаскарској, фамилији Physenaceae.